# Ida Trotzig

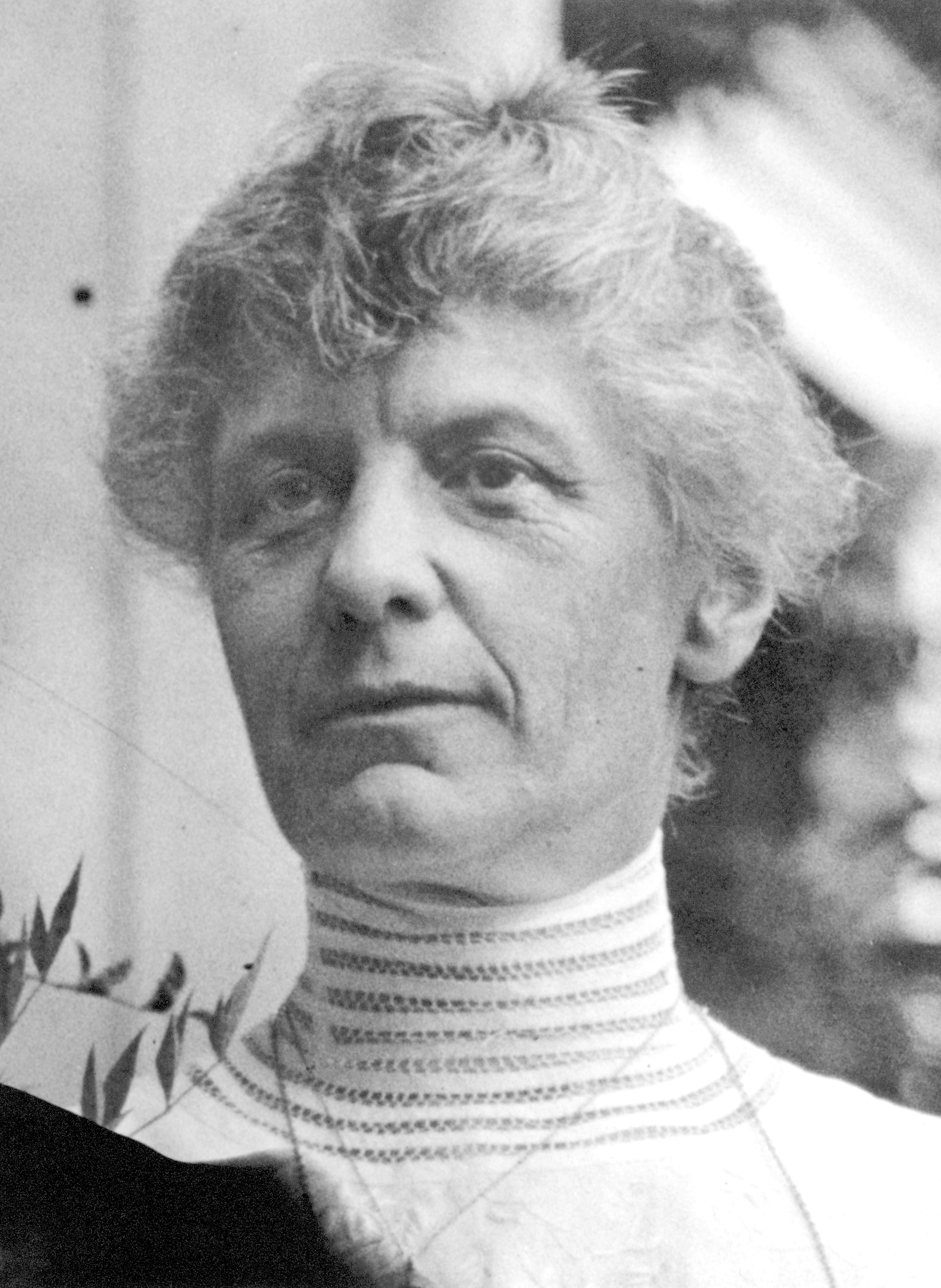
Ida Trotzig

Ida Trotzig

Ida Trotzig (* 6. September 1864 als Ida Bertha Magnét  in Kalmar, Schweden; † 5. November 1943 in Stockholm, Schweden) war eine schwedische Fotografin, Ethnografin, Japanologin, Schriftstellerin und Malerin. Sie ist bekannt für ihre Sammlung japanischer Fotografien aus der Zeit um 1900, die sie dem Ethnografischen Museum in Stockholm überließ.

## Leben und Werk
Trotzig studierte Malerei an der Technischen Schule in Stockholm und heiratete 1888 in Deutschland Herman Trotzig, den Bruder ihrer Mutter. Kurz nach ihrer Heirat zog das Ehepaar nach Kobe in Japan, wo ihr Mann Polizeichef wurde. Nachdem sie zwei Töchter durch einen Taifun verloren hatte, studierte sie insbesondere die japanische Teezeremonie. Sie wurde nach zehn Jahren Studium japanische Teemeisterin und sandte Artikel über Japan und seine kulturellen Ausdrucksformen an schwedische Zeitungen und Zeitschriften. Wahrscheinlich begann bereits 1898 ihre Zusammenarbeit mit der Abteilung des schwedischen Nationalmuseums, aus der das Ethnographische Museum wurde, als sie sich aus gesundheitlichen Gründen in Schweden aufhielt. Bei einem längeren Besuch von 1909 bis 1912 schrieb sie das Kapitel über japanische Keramik in dem Ausstellungskatalog zu der Japanausstellung des Nationalmuseums. Als sie nach Japan zurückkehrte, erstellte sie im Auftrag des Museums Objekt- und Bildersammlungen. 1921 wurde diese Zusammenarbeit nach ihrer Rückkehr als Witwe intensiviert und durch ihre guten Verbindungen nach Japan konnte das Museum 1935 ein authentisches Teehaus mit dem Namen Zui-ki-tei in der Nähe des Ethnografischen Museums im Djurgården-Park im Zentrum von Stockholm eröffnen.  Dieses Teehaus wurde 1969 durch einen Brand zerstört, 1990 jedoch durch ein neues Teehaus im Museumspark ersetzt. Im Jahr 1911 veröffentlichte sie Cha-no-yu, japanernas teeceremoni, eine reich illustrierte Arbeit über die Teezeremonie.
Ihre Tochter Inez heiratete 1917 den Regisseur Sven Stenberg und zog danach nach Japan, wo in Tokio 1923 deren Tochter Gaby Stenberg geboren wurde. Im selben Jahr zogen sie nach dem großen Kantō-Erdbeben von 1923 nach Schweden zurück.

## Veröffentlichungen in Buchform
(posthum)
- Trotzig, Ida: Cha-No-Yu: Japanernas Teceremoni, 2013, ISBN 978-1295093243